# Acneus oregonensis
Acneus oregonensis là một loài bọ cánh cứng trong họ Psephenidae. Loài này được Fender miêu tả khoa học đầu tiên năm 1951.